# Famille de Némésis
 (signalé en juin 2025).
Si vous disposez d'ouvrages ou d'articles de référence ou si vous connaissez des sites web de qualité traitant du thème abordé ici, merci de compléter l'article en donnant les références utiles à sa vérifiabilité et en les liant à la section « Notes et références ».
- Archive Wikiwix
- Bing
- Cairn
- DuckDuckGo
- E. Universalis
- Gallica
- Google
- G. Books
- G. News
- G. Scholar
- Persée
- Qwant
- (zh) Baidu
- (ru) Yandex
- (wd) trouver des œuvres sur Wikidata

La famille de Némésis est une petite famille d'astéroïdes, située dans la ceinture principale.

## Membres principaux de cette famille
| Nom            | Dimension | a (ua)   | i (°)   | e     | ! Date de découverte |
| -------------- | --------- | -------- | ------- | ----- | -------------------- |
| (128) Némésis  | 188,2 km  | 2,749 UA | 6,254 ° | 0,127 | 1872                 |
| (210) Isabella | 86,65 km  | 2,722 UA | 5,261 ° | 0,124 | 1879                 |
| (6223) Dahl    | 19,63 km  | 2,736 UA | 3,853 ° | 0,118 | 1980                 |